# Jean Bozérian
Pour les articles homonymes, voir Bozérian.
Jules Bozérian, de son nom complet Jules François Jeannotte - Bozérian, est un homme politique français né le 28 octobre 1825 à Paris ville où il est mort le 9 mars 1893 en son domicile dans le 6e arrondissement,.

## Biographie
Né Jules François Jeannotte d'un père décédé un mois avant sa naissance, il utilise dès sa jeunesse comme patronyme le nom de sa mère, Antoinette Bozérian (fille du relieur François Bozerian), et obtient en 1851, l'année de son admission au barreau, un décret présidentiel puis un jugement du tribunal civil en 1852, lui permettant d'inscrire ce nom à son état-civil. En 1849, il publie sous le nom de Jules Bozérian.
Avocat au barreau de Paris en 1851, puis avocat au Conseil d’État et à la Cour de cassation en 1860, il est un avocat en vue sous le Second Empire, plaidant dans les grands procès du moment. Il est élu conseiller général du canton de Vendôme, et se présente comme candidat d'opposition en 1863, mais est battu. Il est élu représentant de Loir-et-Cher en 1871, inscrit au groupe de la Gauche républicaine. Il participe très activement aux travaux parlementaires, et notamment à l'élaboration des textes constitutionnels de 1875. Il est sénateur de Loir-et-Cher de 1876 à 1893, travaillant sur le droit des sociétés. Il dirige aussi les travaux des congrès de la propriété industrielle en 1878.
Il meurt le 9 mars 1893 à Paris et est enterré au cimetière du Père-Lachaise (34e division).
Son fils Gaston Bozérian est également devenu député après son décès.

## Sources
- « Jean Bozérian », dans Adolphe Robert et Gaston Cougny, Dictionnaire des parlementaires français, Edgar Bourloton, 1889-1891 [détail de l’édition]

Le dictionnaire de Robert et Cougny indique par erreur son prénom comme Jean.